# 중화민국 행정원부원장
중화민국 행정원부원장(中華民國行政院副院長)은 중화민국 행정원의 부수장이다. 중화민국 행정원장의 사무를 보좌하며 행정원장의 궐위시나 유고시 행정원장을 대행해서 직무를 수행한다. 다른 국가의 부총리(副總理)에 해당하는 직책이다. 현재 행정원부원장은 정원찬(鄭文燦)이다.

## 같이 보기
- 중화민국 행정원
- 중화민국의 행정원장
- 부총리